# 広安 (大理)
広安（こうあん）は、大理国の段廉義の時代に使用された元号。1077年 - 1080年。

## 西暦との対照表
| 広安 | 元年   | 2年    | 3年    | 4年    |
| 西暦 | 1077年 | 1078年 | 1079年 | 1080年 |
| 干支 | 丁巳   | 戊午   | 己未   | 庚申   |